# The Carter Case
The Carter Case è un serial cinematografico muto del 1919 diretto da William F. Haddock e Donald MacKenzie, di genere poliziesco.
Diviso in quindici episodi di due rulli ciascuno (tranne un episodio, di tre bobine), il film - conosciuto anche con il titolo The Craig Kennedy Serial - fu l'ultimo diretto da Haddock.

## Produzione
Il film fu prodotto dalla Oliver Films Inc.

## Distribuzione
Distribuito dalla Republic Distributing Corporation, il film uscì nelle sale cinematografiche USA il 17 marzo 1919.
La copia della pellicola, un serial in quindici episodi in 31 bobine, è andata presumibilmente perduta.

## Episodi
1. The Phosgene Bullet
2. The Vacuum Room
3. The Air Terror
4. The Dungeon
5. titolo sconosciuto
6. The Wireless Detective
7. The Neragraph
8. The Silent Shot
9. The Camera Trap
10. The Moonshiners
11. The White Damp
12. The X-Ray Detective
13. The Ruse
14. titolo sconosciuto
15. titolo sconosciuto